# Eparchia ortodossa rumena d'Ungheria
La eparchia ortodossa rumena d'Ungheria (in romeno: Episcopia Ortodoxă Română din Ungaria), è l'eparchia della chiesa ortodossa rumena con giurisdizione sui fedeli della chiesa in Ungheria. L'eparchia dipende direttamente dal Patriarcato di Bucarest.

## Storia
Il 27 marzo 1946 il Congresso Nazionale della chiesa ortodossa romena approvò l'istituzione dell'eparchia di Ungheria, con sede nella città di Gyula, vicino al confine con la Romania. Inizialmente era affidata al governo del vescovo di Oradea, poi ai vescovi di Arad. Il 30 gennaio 1999 il Santo Sinodo ha eletto il primo vescovo, Sofronio Drincec, poi trasferito il 13 febbraio 2007 all'eparchia di Oradea. Gli è succeduto l'8 luglio 2007 Siluan Mănuilă.